# Список умерших в 689 году

## Апрель
- 20 апреля — Кэдвалла — король Уэссекса (685—688).

## Июль
- 8 июля — Килиан Ирландский, католический святой, игумен монастыря Инишкалтра (Ирландия).

## Дата смерти неизвестна или требует уточнения
- Алахис — герцог Тренто и Брешиа, король лангобардов (689).
- Асим ибн Умар — знаток хадисов, сын второго праведного халифа Умара ибн аль-Хаттаба и дед восьмого омеядского халифа У́мара II.
- Гозберт — правитель Вюрцбургского герцогства (687—689).
- Гримоальд II, герцог Беневенто (687 — ок. 689).
- Диармайт Диан — король Миде (653—689).
- Килиан — священномученик, апостол Франконии.
- Колман из Вюрцбурга, священномученик из Вюрцбурга.
- Маэлдуйн мак Коналл — король гэльского королевства Дал Риада (673—689).
- Сигхер — король Эссекса (664—683 и 687—689).
- Хутак-хатун, правительница Бухары (673—695).